# Eileen Ford
Eileen Ford, all'anagrafe Eileen Cecile Ottensoser (New York, 25 marzo 1922 – Morristown, 9 luglio 2014), è stata un'imprenditrice statunitense, cofondatrice dell'agenzia di moda Ford Models insieme al marito Gerard W. Ford, detto anche Jerry.

## Prima dell'agenzia
Eileen ebbe il primo approccio con la moda, come indossatrice, durante gli anni universitari presso il Barnard College con la società Harry Conover Modeling Agency. Nel 1943 terminò gli studi laureandosi in psicologia. Nel 1944 conobbe Gerard Ford che sposò nel Novembre dello stesso anno. Egli partì per la seconda guerra mondiale ed Eileen iniziò a lavorare, prima come segretaria per il fotografo Elliot Clark, poi per uno stilista e giornalista di moda fino a lavorare come reporter per Tobe Coburn.

## La Ford Models
Eileen continuò a lavorare come segretaria e, al fine di guadagnare denaro extra, iniziò a organizzare alcune sfilate. Da qui elaborò la sua idea di dar vita a un'agenzia che avesse il compito di lanciare nuovi modelli. Nel 1946, data del ritorno di Jerry, con il quale a distanza di un anno ebbe la prima figlia Jamie, Eileen e suo marito fondarono l'agenzia. Fin dall'inizio, l'agenzia fissò fra i propri interessi la carriera degli indossatori lasciando i propri profitti e ciò portò a una notevole crescita della clientela. Gli indossatori venivano trattati diversamente rispetto alle altre agenzie, Eileen dava loro consigli su capelli e makeup e si sentiva in dovere di educarli in base al suo standard morale.
(Eileen Ford, in un articolo di Life)
In un anno la Ford Modelling Agency, più conosciuta col nome di Ford Models, divenne una delle maggiori aziende di successo negli Stati Uniti, incassando circa $250.000. Il primo modello della Ford, diventato superstar in seguito, fu Jean Patchett. La Ford Models ha determinato lo standard di bellezza per una generazione intera prediligendo donne bionde con occhi chiari, qualità che presentò nel 1960 Martha Stewart, modella Ford, diventata in seguito uno dei volti di Chanel. In occasione del 20º anniversario della nascita dell'agenzia (1966) Jerry Ford dichiarò al New York Times che i loro modelli occupavano il 70% dei posti di lavoro a New York e il 30% dei posti a livello mondiale. Nel 1968 uscì il libro Ford Eileen Ford's Book of Model Beauty contenente foto e biografie dei modelli di maggiore fama della Ford e consigli di bellezza come diete ed esercizi fisici. Twiggy la topmodel icona degli anni 70 fu lanciata proprio dall'agenzia. La Ford lanciò anche personaggi come Elsa Martinelli, Ali MacGraw, Candice Bergen, Lauren Hutton, Jerry Hall, Melanie Griffith, Veronica Hamel, Carol Alt, Kim Basinger e Sharon Stone (tutte future attrici). Fino agli anni 80 si scontrò anche con la concorrenza perdendo molti modelli di punta ma intraprese nuovi progetti. Dal 1981 organizza annualmente il Ford Models Supermodel of the World un concorso per volti nuovi, che nel 1982 vide come vincitrice la topmodel Renée Simonsen proveniente dalla Danimarca. Intraprese inoltre la carriera di scrittrice pubblicando alcuni libri come Eileen Ford's Model Beauty, Secrets of the Model's World, A More Beautiful You in 21 Days e Beauty, Now and Forever che la portarono a ottenere nel 1983 il Woman of the Year in Advertising Award. Più recentemente la Ford Models aveva lanciato nomi come Inés Sastre, Elle Macpherson, Bar Refaeli e Paris Hilton.

## Il ritiro
Nel 1995 Eileen e Jerry decisero di ritirarsi lasciando la direzione dell'agenzia alla figlia Katie Ford in carica fino al 2007. Nel 1996 la Ford Models fu premiata per le sue fotografie al Festival of Fashion Photography e le furono dedicati articoli sulla rivista American Photo Magazine e su Top Model Magazine nel 1997. Nel dicembre 2007 la Ford Models è stata venduta alla Stone Tower Equity Partners. La storia di Eileen Ford è raccontata nelle riviste Good Housekeeping (1968), Life (1970) e Ladies Home Journal (1971).

## La morte
Gerard Ford è morto all'età di 83 anni, il 24 agosto 2008. Eileen è morta in ospedale all'età di 92 anni per complicazioni legate a un meningioma e osteoporosi il 9 luglio 2014. 

### Filmografia correlata
- Scratch the surface (1997)
- Intimate portrait: Eileen Ford (1999)
- Celebrity profile: Brooke Shields (2001)